# Manikpur Sarhat
Manikpur Sarhat là một thị xã và là một nagar panchayat của quận Chitrakoot thuộc bang Uttar Pradesh, Ấn Độ.

## Nhân khẩu
Theo điều tra dân số năm 2001 của Ấn Độ, Manikpur Sarhat có dân số 14.915 người. Phái nam chiếm 53% tổng số dân và phái nữ chiếm 47%. Manikpur Sarhat có tỷ lệ 62% biết đọc biết viết, cao hơn tỷ lệ trung bình toàn quốc là 59,5%: tỷ lệ cho phái nam là 72%, và tỷ lệ cho phái nữ là 50%. Tại Manikpur Sarhat, 18% dân số nhỏ hơn 6 tuổi.